# Zaragoza Logistics Center
Zaragoza Logistics Center (ZLC) es un instituto de investigación promovido por la Diputación General de Aragón y adscrito al  Instituto Tecnológico de Massachusetts (MIT) y  la Universidad de Zaragoza. ZLC es un laboratorio mundial donde expertos de la academia y la industria colaboran para dar a las personas, organizaciones y sociedades las soluciones productivas necesarias para prosperar. Además, ZLC ofrece formación de posgrado y ejecutiva en logística y gestión de la cadena de suministro. 

## Historia
Fundado a finales de 2003, el campus de ZLC se encuentra ubicado en EXPO Zaragoza Empresarial, el parque de negocios “Dinamiza”, un complejo de oficinas y despachos profesionales que se realizaron en los mejores edificios al finalizar EXPO Zaragoza 2008. En poco tiempo, ZLC se ha consolidado como un centro internacional de excelencia en formación e investigación en logística y gestión de la cadena de suministro enfocado a: 
- mejorar el crecimiento económico y la competitividad mediante la innovación
- compromiso con la industria y la administración, con el fin de fomentar y difundir el conocimiento en esta materia

Para llevar a cabo esta misión, ZLC alcanzó un acuerdo con el Centro para el Transporte y la Logística por el que se creó el Programa Internacional de Logística MIT Zaragoza, un modelo único de colaboración entre industria, administración y universidad. El éxito conseguido con este acuerdo dio paso a la creación del MIT Global Scale Network que ya se expande por cuatro continentes. Además, Zaragoza Logistics Center participa en diversas iniciativas nacionales e internacionales de formación e investigación. 
A nivel estatal, ZLC cuenta con el reconocimiento como Oficina de Transferencia de Resultados de Investigación (n.º 218) desde 2008 y es la sede del Centro Nacional de Competencia en Logística Integral, CNC-LOGISTICA, reconocido como tal por el Ministerio de Educación y Ciencia en 2006. 
En el desarrollo de su actividad, ZLC cuenta con el apoyo de las entidades locales Ibercaja y el Fondo Social Europeo.

## Programas educativos
Un grupo diverso de estudiantes de todo el mundo estudia en el ZLC, camino de ocupar puestos en empresas y universidades líderes. El programa educativo incluye:
- MIT-Zaragoza Master in Logistics and Supply Chain Management (ZLOG) – un máster a tiempo completo impartido en inglés, con una duración de diez meses. El programa combina los estudios en España y EE. UU. Ha sido clasificado el n.º 1 a nivel mundial en materia logística según el ranking Eduniversal
- MIT-Zaragoza Blended Master in Logistics and Supply Chain Management (ZLOGb) - un máster que combina 5 cursos en línea impartidos por MIT y un semestre presencial en EE. UU. y España.
- Máster en Dirección de Supply Chain (MDSC) – un máster a tiempo parcial impartido en español, con una duración de nueve meses.
- MIT-Zaragoza Doctorado en Logística y Gestión de la Cadena de Suministro – un programa de doctorado internacionalmente reconocido que permite a estudiantes pasar tiempo en MIT como estudiantes visitantes.
- Formación para ejecutivos – cursos abiertos y a medida diseñados para altos directivos.
- MIT-Zaragoza Academia de Verano para estudiantes de Doctorado – periodo intenso de aprendizaje, debate y descubrimiento de los conceptos fundamentales y las últimas tendencias en la gestión de la cadena de suministro.